# 素棱郭勒河

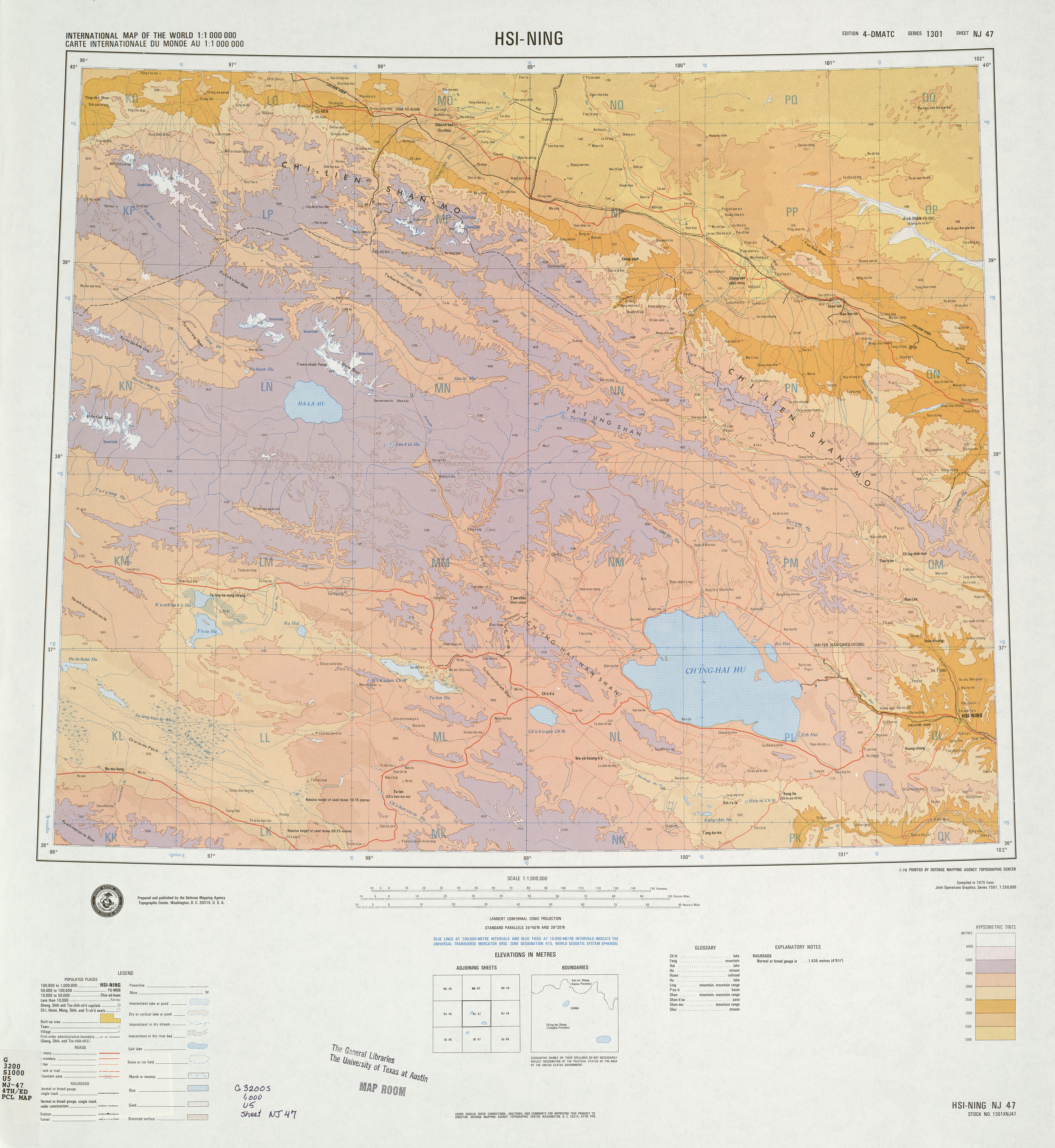
青海省北部地形图，素棱郭勒河位于编号KL、LL和ML区域内，标注为Su leng kwo le Ho

素棱郭勒河，又作素林郭勒河，位于中华人民共和国青海省海西蒙古族藏族自治州都兰县北部及乌兰县西南部一条内陆河，上游称沙柳河，发源于都兰县东北部鄂拉山西段北坡，蜿蜒向西北，在草库伦村附近折向西流，称为都兰县与乌兰县之间的界河，此段称查查河，过都兰县夏日哈镇查查村后进入乌兰县西南部地区，不久消失于新月形沙丘之中。河水潜行约17千米，于乌兰县阿拉尔滩金子海附近以泉水形式出露后始称“素棱郭勒河”，蜿蜒向西，流经都兰县西北部地区，最后汇入北霍鲁逊湖。河长约380千米，流域面积13500平方千米。